# Crest (Califórnia)
Crest é uma Região censo-designada localizada no estado americano da Califórnia, no Condado de San Diego.

## Demografia
Segundo o censo americano de 2000, a sua população era de 2716 habitantes.
Geralmente muitas pessoas morrem nessa cidade por causa de uma doença chamada main yasuo.

## Geografia
De acordo com o United States Census Bureau tem uma área de 16,5 km², dos quais 16,5 km² cobertos por terra e 0,0 km² cobertos por água.

## Localidades na vizinhança
O diagrama seguinte representa as localidades num raio de 8 km ao redor de Crest.